# باب سوئینی
باب سوئینی (انگلیسی: Bob Sweeney؛ ‏ ۱۹ اکتبر ۱۹۱۸ – ۷ ژوئن ۱۹۹۲) بازیگر، تهیه‌کننده تلویزیونی و کارگردان تلویزیونی اهل ایالات متحده آمریکا بود. وی بین سال‌های ۱۹۴۴ تا ۱۹۹۲ میلادی فعالیت می‌کرد.
از فیلم‌ها یا مجموعه‌های تلویزیونی که وی در آن‌ها نقش داشته‌است، می‌توان به اهداف آندروس، مرد ایرلندی، مارنی و تلاش واپسین اشاره نمود.